# Rainbow 6
Rainbow Six é um romance do escritor americano Tom Clancy publicado em 1998. Com base neste livro foi desenvolvido pela Red Storm um jogo (inicialmente para Microsoft Windows, e posteriormente para diversas outras plataformas), o Tom Clancy's Rainbow Six. 
Tanto no livro quanto no jogo, Tom Clancy exibe John Clark, um ex-agente da CIA que agora comanda uma unidade antiterrorista internacional, formada pelos melhores soldados de todo o globo, sendo assim, a SWAT está em um nível abaixo desta equipe, pois os soldados são treinados na base da melhor força de combate antiterrorista do mundo, da SAS, além de contar com o melhor serviço de informação disponível, do Mossad, e toda a tecnologia logística dos EUA. Por Rainbow Six ser uma força-tarefa internacional, pode atuar numa escala global se houver a necessidade. Ela é ativada em casos de extremo risco, terrorismo e caos, onde as forças convencionais e até mesmo a elite não conseguem dar conta.